# Lola Castegnaro
Lola Castegnaro (16 mai 1900 — septembre 1979) est une chef d'orchestre, compositrice et professeur de musique costaricienne.

## Biographie
Née à San José (Costa Rica) elle étudia la musique avec son père, le compositeur né italien Alvise Castegnaro. Elle continua ses études au conservatoire de Milan et à l’Academia Filarmonica à Bologne. Après avoir terminé ses études elle retourna au Costa Rica en 1941 où elle organisa des radiodiffusions de ses œuvres et où elle dirigea des opéras. Elle partit ensuite à Mexico et elle enseigna à l'Academia de Canto de Fanny Anitùa (en). Elle est morte à Mexico en 1979,.

## Œuvres
Castegnaro est reconnue pour ses chants.
- Mirka, opérette
- Sueño de amor
- La casita
- Panis angelicus
- Ojos perversos
- Lasciate amare[4]

## Source
- (en) Cet article est partiellement ou en totalité issu de l’article de Wikipédia en anglais intitulé « Lola Castegnaro » (voir la liste des auteurs).